# Ferenc Nádasdy
Ferenc I Nádasdy (Sárvár, 6 oktober 1555 - aldaar, 4 januari 1604) was een Hongaarse edelman en de echtgenoot van Elisabeth Báthory, een seriemoordenares.

## Levensloop

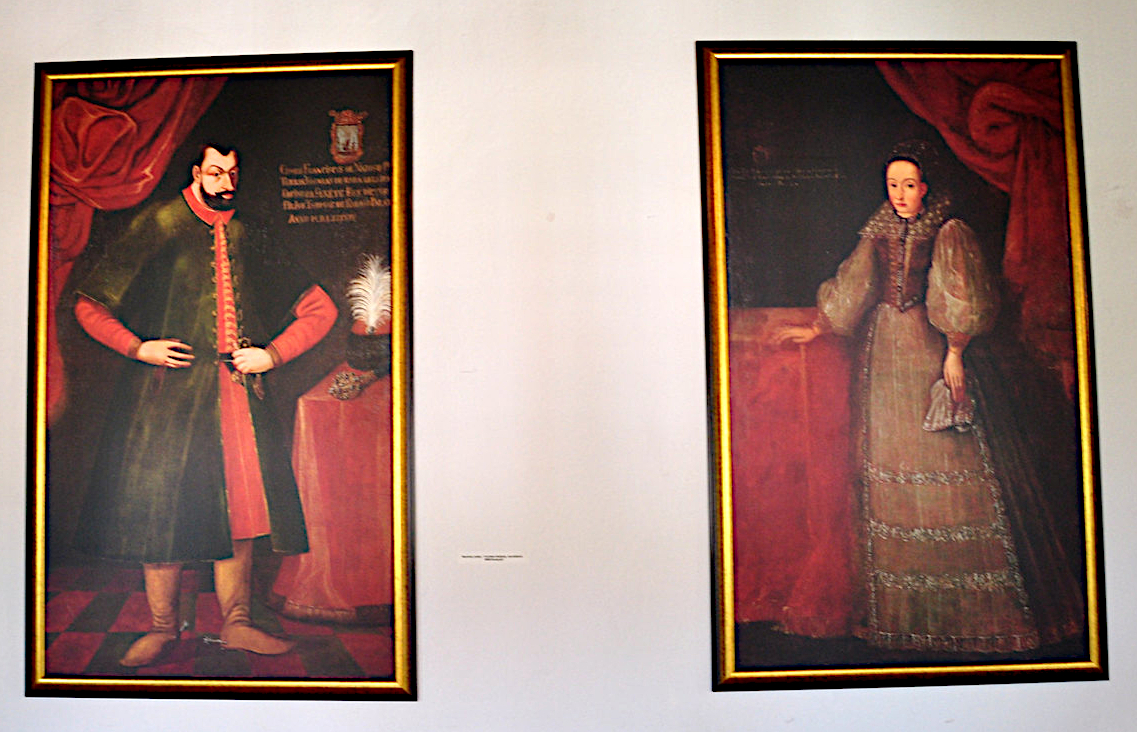
Ferenc Nádasdy en Elisabeth Bátory

Nádasdy stamde uit een adellijk geslacht; zijn titel was baron en later in zijn leven graaf. Zijn vader Thomas III. Nádasdy stierf vroeg en hijzelf trok op jonge leeftijd in het leger. Hij bevocht de Ottomanen in dienst van de Habsburgers. Nádasdyde verwierf de grafelijke titel van Ispán van het comitaat Vas.
Hij trouwde in 1575 met Elisabeth. Het stel kreeg vier kinderen.
Onder het bewind van keizer Matthias werd hij bevorderd tot generaal, waarbij hij deelnam aan vergaderingen van diens generale staf.
Na zijn dood in 1604 begon er openlijk gesproken te worden over de gruweldaden van Elisabeth.